# Ball de gitanes de Moià
El ball de gitanes de Moià és una dansa tradicional que té lloc a Moià i que es remunta al segle xvii.
El ball de gitanes de Moià és, potser, el ball més espectacular del repertori de danses típiques de la vila, tant pel color del vestuari com per la coreografia.

## Història
El ball dels Gitanos i les Gitanes, era dansat davant de la solemne processó del dia de Sant Sebastià, un cop el Pollo havia obert pas entre la gent. També era costum, després del migdia del dia de la festa, de fer "los llevants de taula", que consistia en què els gitanos i gitanes amb la seva música, seguien les cases de menestrals, pagesos benestants, clero i noblesa, ballant una estona dins o davant de la casa fins que els donaven alguna caritat que arreplegaven els administradors del sant amb la seva bassina

## La dansa
Antigament era ballat per sis homes. Tres anaven vestits amb unes camises curtes adornades amb ratlles de diversos colors, barret de tres puntes i camalls plens de picarols. Els altres tres feien de dones, i anaven vestits amb uns grossos faldillons a l'estil antic, vel a la cara i altres abillaments femenins.
El ball s'inicia amb les parelles al centre de la plaça posades en forma de ferradura, on el noi, el gitano, dedica una corranda, no excenta de comicitat i una certa ironia, a la noia, filla d'un menestral del poble, declarant-li el seu amor però citant-li els inconvenients de casar-se amb un gitano.